# 埃尔瓦列
埃尔瓦列，是西班牙安达卢西亚自治区格拉纳达省的一个市镇。总面积26平方公里，2001年普查人口總數為1279人，人口密度為每平方公里49人。